# Condado de Wicomico
El condado de Wicomico está ubicado en la parte sudeste del estado de Maryland. Su nombre es el del Río Wicomico, que deriva de las palabras nativas wicko mekee, que significas un lugar donde se construyen casas, aparentemente haciendo referencia a un pueblo indio ubicado en las cercanías del río. La sede del condado es Salisbury. En 2000, su población es de 84.644 habitantes. EL periódico de mayor trayectoria es The Daily Times.

## Historia
El Condado de Wicomico fue creado con tierras de los condados de Somerset y Worcester en 1867.

## Demografía
Según el censo de 2000, el condado cuenta con 84.644 habitantes, 32.218 hogares y 21.779 familias que residentes. La densidad de población es de 87 hab/km² (224 hab/mi²). Hay 34.401 unidades habitacionales con una densidad promedio de 35 u.a./km² (91 u.a./mi²). La composición racial de la población del condado es 72,58% Blanca, 23,29% Afroamericana, 0,22% Nativa americana, 1,75% Asiática, 0,02% De las islas del Pacífico, 0,80% de Otros orígenes y 1,34% de dos o más razas. El 2,18% de la población es de origen Hispano o Latino cualquiera sea su raza de origen.
De los 32.218 hogares, en el 32,30% viven menores de edad, 49,20% están formados por parejas casadas que viven juntas, 14,10% son llevados por una mujer sin esposo presente y 32,40% no son familias. El 24,80% de todos los hogares están formados por una sola persona y 9,80% incluyen a una persona de más de 65 años. El promedio de habitantes por hogar es de 2,53 y el tamaño promedio de las familias es de 3,00 personas.
El 24,80% de la población del condado tiene menos de 18 años, el 11,80% tiene entre 18 y 24 años, el 28,00% tiene entre 25 y 44 años, el 22,60% tiene entre 45 y 64 años y el 12,80% tiene más de 65 años de edad. La mediana de la edad es de 36 años. Por cada 100 mujeres hay 91,00 hombres y por cada 100 mujeres de más de 18 años hay 86,80 hombres.
La renta media de un hogar del condado es de $39.035, y la renta media de una familia es de $47.129. Los hombres ganan en promedio $32.481 contra $23.548 por las mujeres. La renta per cápita en el condado es de $19.171. 12,80% de la población y 8,70% de las familias tienen entradas por debajo del nivel de pobreza. De la población total bajo el nivel de pobreza, el 15,60% son menores de 18 y el 8,80% son mayores de 65 años.

## Ciudades y pueblos
El condado tiene oficialmente dos ciudades y seis pueblos:
- Ciudades:
  1. Fruitland (desde 1947)
  2. Salisbury (desde 1854)
- Pueblos:
  1. Delmar (desde 1888)
  2. Hebron (desde 1931)
  3. Mardela Springs (desde 1906)
  4. Pittsville (desde 1906)
  5. Sharptown (desde 1874)
  6. Willards (desde 1906)
- Áreas no incorporadas por el censo:

1. Allen
2. Bivalve
3. Nanticoke
4. Parsonsburg
5. Powellville
6. Quantico
7. Tyaskin
8. Whitehaven